# Emission Phase
Emission Phase è il terzo album in studio del gruppo musicale Detonation, pubblicato nel 2005 dalla Osmose Productions.

## Tracce
1. "Invoking the Impact" − 4:07
2. "When Stone Turns to Ash" − 4:53
3. "Craven Ablaze" − 4:14
4. "Chokedamp" − 5:34
5. "Defects of the Isolated Mind" − 4:17
6. "Modulate" − 3:54
7. "Into the Emission Phase" − 5:30
8. "Infected" − 3:52
9. "2nd Sun Ascending (strumentale)" − 1:57
10. "Soul Severance" − 3:53
11. "Reborn from the Radiance" − 4:38
12. "Fallout (strumentale)" − 2:33

## Formazione
- Koen Romeijn - voce, chitarra
- Mike Ferguson - chitarra
- Otto Schimmelpenninck - basso
- Thomas Kalksma - batteria, voce aggiuntiva